# Eparchia di Šachty

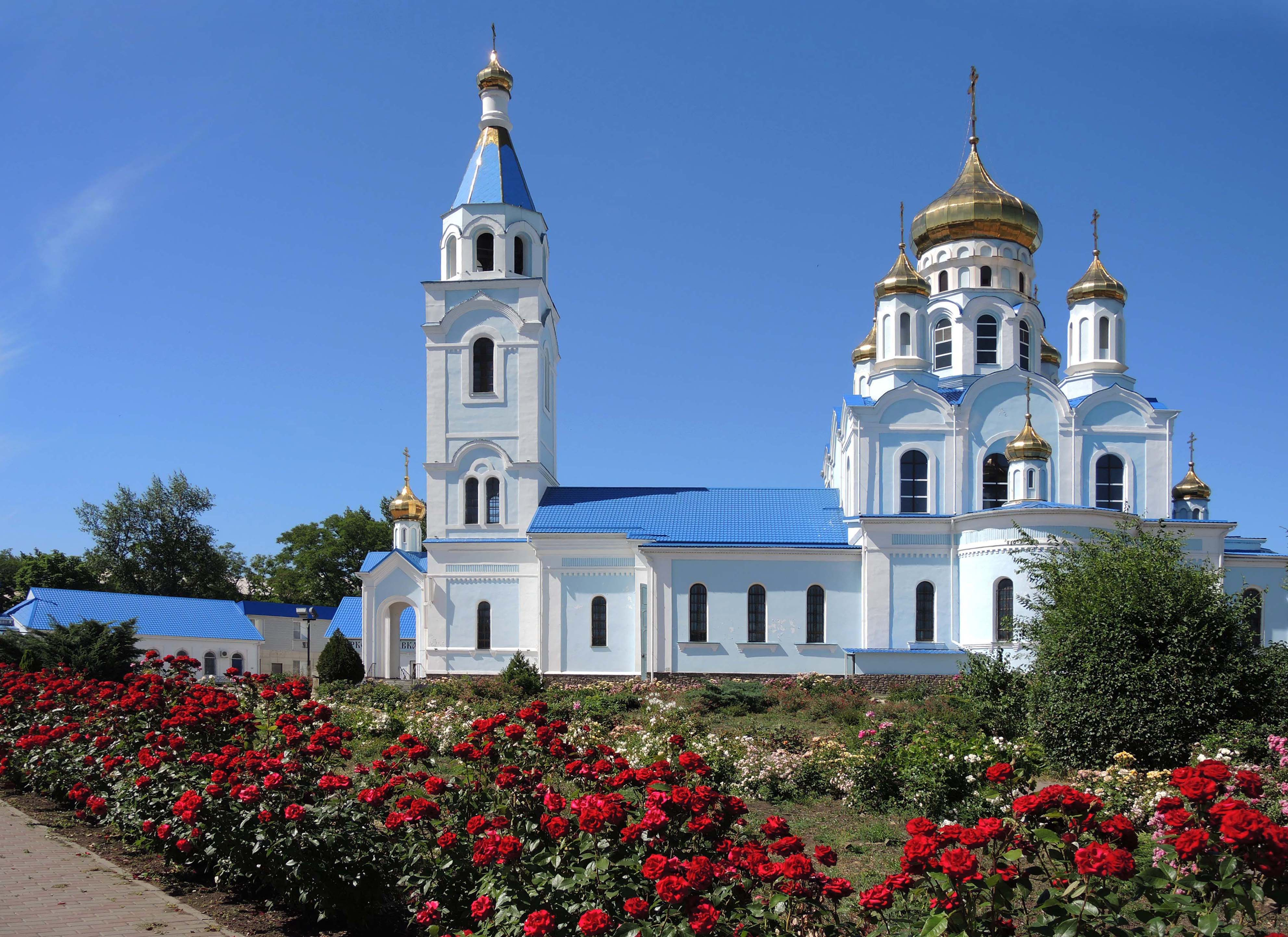
La cattedrale dell'Intercessione della Beata Vergine Maria di Šachty.

Mappa dell'eparchia di Šachty.

L'eparchia di Šachty (in russo: Шахтинская епархия) è una diocesi della Chiesa ortodossa russa, appartenente alla metropolia del Don.

## Territorio
L'eparchia comprende la parte occidentale dell'oblast' di Rostov nel circondario federale meridionale.
Sede eparchiale è la città di Šachty, dove si trova la cattedrale dell'Intercessione della Beata Vergine Maria. L'eparca ha il titolo ufficiale di «eparca di Šachty e Millerovo».
Nel 2020 l'eparchia è suddivisa in 18 decanati per un totale di 120 parrocchie.

## Storia
L'eparchia è stata eretta per decisione del Santo Sinodo della Chiesa ortodossa russa il 27 luglio 2011, con territorio separato da quello dall'eparchia di Rostov.